# Micrornebius gracilicornis
Micrornebius gracilicornis är en insektsart som beskrevs av Lucien Chopard 1969. Micrornebius gracilicornis ingår i släktet Micrornebius och familjen Mogoplistidae. Inga underarter finns listade i Catalogue of Life.